# Виа Аристотелис
Виа Аристотелис (Задбалкански път, Via Aristotelis, Аристотелов път) e главен маршрут на миграция на птиците от Европа към Африка минаващ през Западна България и вторият по численост на мигриращите птици след Виа Понтика. Този път е описан още в древността от Аристотел и това е причината днес да бъде наречен на негово име. Според него по поречието на Струма се изтегляли на юг пеликаните, докато през Виа Понтика отлитали жеравите.
Пътят свързва Дунав с Бяло море, като започва от северозападния ъгъл на страната във Видинска област, минава през Врачанския Балкан. От там през Искърското дефиле пресича Стара планина и се спуска до Софийското поле. Оттук по долината на река Струма достига до Бяло море. Често като клон на Виа Аристотелис се сочи и поречието на река Места.
По миграционния път преминават около 50 вида птици. По поречието на река Струма по време на сезонните миграции се наблюдава особено струпване на птици в районите на Рупелски, Кресненски, Орановски, Бобошевски, Земенски пролом. Тук те намират подходящи условия за почивка и намиране на храна, която дава възможност прелетните птици да възстановят силите си.